# Хачатрян, Арутюн Погосович
Арутюн Погосович Хачатрян (арм. Հարություն Պողոսի Խաչատրյան; 29 декабря 1935, Ереван, Армянская ССР — 27 ноября 2014, там же) — армянский, советский спортсмен и тренер по классической (греко-римской) борьбе.

## Биография
Мастер спорта СССР (1957). Чемпион Спартакиады Закавказья и Спартакиады Молдавии (1957). Многократный чемпион Армянской ССР и победитель первенства ЦС ВДФСО «Динамо».
Заслуженный тренер Армянской ССР (1969). Заслуженный тренер СССР (1983).
Воспитал более 50 мастеров спорта, мастеров спорта международного класса и заслуженных мастеров спорта СССР. Являлся личным тренером чемпионов СССР, Европы, мира; призёров Олимпийских игр А. Котикяна, Бенура Пашаяна, Альфреда Тер-Мкртчяна, Романа Амояна. Участвовал в подготовке сборных команд СССР и Республики Армении к крупнейшим международным соревнованиям и турнирам.
Отмечен правительственными наградами СССР и Армянской ССР.

## Память
В 2012 году именем А. П. Хачатряна назван зал для занятий спортивной борьбой Арм. ДСО «Динамо».
С 2015 года в зале ДСО «Динамо» города Еревана ежегодно проводятся детско-юношеские турниры памяти А. П. Хачатряна.